# Aloe murina
Aloe murina é uma espécie de liliopsida do gênero Aloe, pertencente à família Asphodelaceae.